# Turystyczno-rekreacyjna impreza na orientację
Turystyczno-rekreacyjna impreza na orientację (TRInO), turystyczno-krajoznawcza impreza na orientację (TKInO), trasa krajoznawcza (TKr) – rodzaj imprezy na orientację bardzo zbliżonej do turystycznych marszów na orientację, w której za podstawową zasadę uznaje się rekreację i odpoczynek połączone z poznawaniem (krajoznawstwem) w wybranym przez uczestnika czasie.
Cechą zasadniczą tras TRInO jest ich długotrwałe istnienie w terenie, w oparciu o występujące tam stale elementy. na takich nie wykorzystuje się lampionów, wykorzystuje się za to zdecydowanie częściej punkty kontrolne terenowe, tj. istniejące obiekty, jak pomniki, rozmaite tablice (od pamiątkowych po tabliczki infrastruktury elektroenergetycznej) oraz wszelkie inne jednoznacznie definiowalne elementy (nawet osobliwości typu drzewo o charakterystycznym kształcie). W efekcie punkty te są „rozstawione” permanentnie i nie wymagają rozstawiania od budowniczego trasy, a także są bardziej odporne na działania niszczycielskie od lampionów. Po dotarciu do punktu kontrolnego, uczestnik imprezy wykonuje polecone zadanie, np. wpisuje do karty napis z tablicy, liczbę pni charakterystycznego drzewa itd.
Elementy terenowych punktów kontrolnych z istniejących obiektów stosowane są na wielu turystycznych imprezach na orientację (np. częściowo imprezach Pucharu Jaszczura).
Podczas przebywania tras TRInO można zdobywać Odznakę Turystycznych Imprez na Orientację.